# 罗尔夫·斯特芬堡
罗尔夫·斯特芬堡（瑞典語：Rolf Steffenburg，1886年3月14日—1982年3月18日），瑞典男子帆船运动员。他曾代表瑞典参加1920年夏季奥林匹克运动会帆船比赛，获得30平方米级金牌。